# Chobe (sottodistretto)
Chobe è uno dei quattro sottodistretti del distretto Nordoccidentale nel Botswana.

## Villaggi
- Kachikau
- Kasane
- Kavimba
- Kazungula
- Lesoma
- Muchinje/Mabele
- Pandamatenga
- Parakarungu
- Satau

## Località
- Agang's Farm
- Agric Research Farm
- Air Port
- Area 1
- Auti Poaching
- Baobao Safari Lodge
- Barangwe
- Bary York's Farm
- BDF 256 Camp
- BDF Camp
- BDF Camp (256)
- Border Road Camp
- Bodumatau Safari Lodge
- Boga 1 camp
- Boga 21 Camp
- Boswa (N.Z. Visagie Farm)
- Bottle Pan
- Chakabi
- Chobe Chilwero Lodge
- Chobe Farms
- Chobe Game Lodge
- Cummings Farm
- Dibogola-Poo
- Elephant Valley Lodge
- Farm
- Farm Q15 (Fouries's Farm)
- Farm Q27 (Smith's Farm)
- Farm Q36
- Farm Q41 (Cummings Farm)
- Farm Q42
- Farm Q43
- Farm Q48 (Kruggers Farm)
- Farm Q49 (J.J's Farm)
- Ferry Camp
- Four-way BDF Camp
- Ghoha Hill Camp
- H J Fourie
- H J Otto's Farm
- Hatab 22 Camp
- Hatab 23 camp
- Hatab 24 camp
- Hatab 25 Camp
- Hatab CNP 27 camp
- Huhuwe
- Ihaha
- Ikonde Lands (Chituza Mataku)
- Japhet Farm
- John Smith's Farm
- Kataba
- Kavimba Police Camp(Lungara)
- Kazungula Boarder Post
- Kings Pool Safari Lodge
- Kobongo
- Legotlhwana
- Lenyanti Base Camp(BDF)
- Lenyanti Camp (Dept of W/lif
- Lenyanti Exploration/HQuarte
- Lenyanti Tentered Camp
- Liambezi
- Linyanti Adventure Camp
- Linyati Camp
- Liya Camp Site
- M LeRoox Farm
- Mababe Game Scout Camp
- Mabina's Farm
- Mabozo
- Madumbana
- Mahabapi
- Masandzo
- Masandzo
- Masedi's Farm 1
- Masedi's Farm 2
- Matlhabanelo
- Matobe Hunting Safari
- Mazunzwe
- Mowana
- Mpeteke
- Mrs Swart's Farm
- Muchenje
- N.Tlale Farm
- Natanga BDF Camp
- New Base BDF Camp
- Ngoma BDF Camp
- Ngoma BDF Camp
- Ngoma Boarder Post
- Ngoma Camp
- No. 14 Cattle Post
- Nogatshaa
- Obetshaa
- Old Hatab 27 camp
- Pandamatenga BDF Camp
- Pandamatenga Rest Camp
- Park Quarters Camp
- Philips Farm
- Poka
- R P Fourie's Farm
- Raan Hunting Safari
- Rooney Fourie Farm
- Saile Tented Camp
- Sandweza
- Savuti Camp
- Savuti Camp
- Savuti Elephant Camp
- Savuti Game Scout Camp
- Savuti Safari Camp
- Savuti Tourist Camp
- Sedudu
- Selinda Lodge
- Senyanti Safari Camp
- Seriba
- Serondela
- Shakwa Farm
- Sladden Roads Camp
- Tamafupa
- Temo - Temo Company farm
- Tinto Cattle Post
- Toch of Africa Safaris
- Toropo
- Tsobotshaa
- Van Dyk's Farm 1
- Van Dyk's Farm 2
- Vandyks Farm(Q39)
- Water Lily's Camp
- Wilmos Bush Camp
- Zibadiaja Lodge